# Сентинельцы
Сентине́льцы — один из андаманских коренных народов, проживающих на Андаманских островах Бенгальского залива. Населяют остров Северный Сентинел, находящийся к западу от южной оконечности Большого Андамана. Известны своим энергичным сопротивлением любым попыткам контакта со стороны людей извне.
Исследования генома говорят, что андаманские племена ответвились около 30 000 лет назад, однако о возрасте сентинельской популяции, не вступавшей во взаимодействие с другими, данных нет. Неизвестно, умеют ли они добывать огонь, но огнём они пользуются; у них существует замысловатая процедура хранения тлеющих головёшек и горящих углей в глиняных сосудах.

## Численность
Точная численность сентинельцев неизвестна, разброс оценок составляет от 15 до 500 человек (оценка по ресурсам острова для охотников-собирателей — от 80 до 150 человек). При переписи в 2001 году официально было записано 39 человек: 21 мужчина и 18 женщин; однако эта перепись проводилась на расстоянии и, возможно, не отражает точную численность населения, живущего на острове площадью в 59,67 км². Последствия землетрясения в Индийском океане в 2004 году для сентинельцев остаются неизвестными, кроме подтверждения того, что они всё-таки выжили: через несколько дней после цунами вертолёт индийского правительства наблюдал нескольких жителей, которые стреляли из луков по этому вертолёту с явным намерением его отогнать. По официальной переписи андаманских племён 2011 года, сентинельцев насчитывается 15 человек.
При посещении острова в 1967 году группа индийских антропологов во главе с Т. Пандитт обнаружила в лесу поселение из 18 хижин; оно было предназначено для 40—60 человек. Последняя величина, по-видимому, более точно отражает размер племени. Во время этого посещения обитатели острова прятались в джунглях. В 1970—1980-х годах антропологи видели на острове от 30 до 40 человек. По оценкам Пандитт, ресурсы острова могут прокормить от 30 до 100 охотников-собирателей.

## Описание
Сентинельцы и другие коренные андаманцы часто относятся к негритосам — этот термин употребляется в отношении различных широко распространённых народов Юго-Восточной Азии, таких как семанги с Малайского архипелага и аэта с Филиппин, а также аборигены Австралии. Характеристики негритосов (которые не относятся к монофилетической группе) включают в себя: сравнительно небольшой рост, тёмную кожу и курчавые волосы — качества, обнаруживаемые также на всём континенте Африки. Сентинельцы, однако, кажутся заметно более высокими в среднем, чем андаманцы: средний рост мужчин — 1,6 м, женщин — 1,5 м.
Одним из первых европейцев изучал андаманцев, в том числе сентинельцев, британский офицер Морис Видал Портман в 1880-х годах. Его команда ловила андаманцев из разных племён, делала их обмеры. Им были сделаны выводы, что наибольшую угрозу для андаманцев представляют инфекции, так как у них, живущих в полной изоляции, отсутствует иммунитет ко многим распространённым болезням. Портман похитил на острове 6 сентинельцев (двух взрослых и четырёх детей) и привёз их в Порт-Блэр. Все они вскоре заболели, двое взрослых умерли. Четверых больных детей Портман отвёз обратно на остров и оставил на берегу.
Живущие на острове люди могут фактически представлять первых азиатов, представителей самой ранней волны переселения людей из Африки, более 40 000 лет назад. Островитяне привлекают учёных тем, что они представляют собой один из древних форпостов человечества на пути расселения из Африки в Австралию, причём последний из сохранившихся в практически неизменном виде.

## Культура
Большая часть того, что известно о сентинельской культуре, основывается на исследованиях, проводившихся в конце XX столетия с целью установления контактов. Сентинельцы ведут образ жизни охотников-собирателей «каменного века», добывая себе пропитание охотой, рыбной ловлей, сбором моллюсков и дикоросов; нет никаких свидетельств ведения ими сельского хозяйства. Могут строить небольшие каноэ для рыбной ловли на рифе острова, плетут корзины для переноски припасов и добычи.
Их жильё представляет собой хижину по типу навеса, без стен и пола, с наклонной крышей, крытой листьями, на семью из 3—4 человек и их вещей, постоянных больших хижин они не строят.
Технология выплавки металлов неизвестна сентинельцам. Однако было замечено, что аборигены весьма ловко используют металлические предметы, найденные на берегу, демонстрируя при этом навыки ковки и заточки. Они использовали эти детали при изготовлении оружия и других предметов. Так, в конце 1980-х два контейнеровоза сели на мель на внешнем коралловом рифе острова, и сентинельцы получили немало образцов металла с этих судов.

## Язык и социальное устройство
О сентинельском языке практически ничего неизвестно: ни список слов, ни языковые образцы пока не стали достоянием исследователей. По-видимому, он относится к семье андаманских языков, но каково это родство и как близко он может относиться к другим языкам этой группы, неизвестно. Вступивший с сентинельцами в контакт в 1880 году Морис Видал Портман считал, что их язык ближе всего к языку джарава, а их культура похожа на культуру джарава.
Сентинельцы весьма враждебны по отношению к любым незнакомцам и требуют активной демонстрации мирных намерений прежде, чем позволяют чужеземцам подойти на расстояние выстрела из лука. Известно, что когда в 1867 году на рифах у Северного Сентинела разбился индийский торговый корабль «Ниневия», высадившиеся на берег члены его команды и пассажиры были обстреляны аборигенами из луков и выжили буквально чудом, постоянно отбиваясь от них и дождавшись спасательной экспедиции.
Предпринимаемые начиная с 1960-х годов попытки оставления сентинельцам материальных ценностей привели к тому, что они стали использовать домашнюю утварь и металлические предметы в быту. В 1981 году на мель у побережья Северного Сентинельского острова село торговое судно «Primrose», команду которого спас от аборигенов лишь разразившийся шторм, помешавший им взобраться на борт. После того как команда была, наконец, эвакуирована, сентинельцы использовали корпус корабля как источник железа для наконечников стрел и копий. Причём когда в 1991 году администрация Андаманских островов продала право на демонтаж останков судна торговцам металлоломом, нанятые последними работники-индийцы сообщали, что аборигены часто приплывали к ним на лодках во время отлива, получая от них в обмен на фрукты небольшие куски металла.
29 марта 1970 года группа индийских антропологов, включавшая Трилокнатха Пандита, оказалась на рифе между островами Северный Сентинел и Констанс. Один из очевидцев сделал следующую запись, находясь в лодке, причалившей к берегу:

Довольно многие сложили своё оружие и начали жестикулировать нам, чтобы бросили им рыбу. Женщины повыходили из тени, чтобы посмотреть на наше поведение. Несколько мужчин подошли и подняли рыбу. Они казались удовлетворёнными, но не было ощущения смягчения в их враждебном настрое. Все они начали выкрикивать непонятные слова. Мы стали кричать в ответ и показывать жестами, что мы всего лишь хотим с ними подружиться. Напряжённость не ослаблялась. В этот момент произошла странная вещь — одна из женщин подошла к воину и села с ним на песок в страстном объятии. Этот акт стал повторяться другими женщинами, каждой со своим мужчиной, это стало выглядеть как некий групповой акт соития. Таким образом воинственно настроенная группа уменьшилась. Это продолжалось в течение достаточно долгого времени, когда вдруг темп этого бешеного танца желаний уменьшился и пары вернулись в тень джунглей. Однако некоторые воины всё ещё оставались на страже. Мы подошли вплотную к берегу и бросили ещё немного рыбы, которую тут же подобрала молодёжь. Было далеко за полдень, и мы стали возвращаться на судно.
Та же экспедиция описывала обнаруженную среди других вещей поселения прямоугольную доску, выглядящую как шахматная доска 8×8; происхождение и назначение этого объекта неизвестны, но народности онге и джарава не используют у себя настольные игры. В принципе, это могла быть настоящая шахматная доска, заброшенная на остров морем.
В 1974 году Т. Пандит вновь высадился на острове в сопровождении нескольких коллег, съёмочной группы, работавшей над документальным фильмом «Человек в поисках человека», и фотографа «National Geographic». План экспедиции состоял в том, чтобы «завоевать дружбу туземцев дружескими жестами и большим количеством подарков». После того как учёные жестами попытались объяснить свои мирные намерения, на них посыпался град стрел, одна из которых ранила в бедро кинорежиссёра, причём выпустивший её абориген радостно засмеялся. Отойдя на безопасное расстояние, исследователи положили на песок подарки: кокосы, живую свинью, которую привязали, детскую куклу, пластмассовые вёдра и алюминиевую посуду. После этого учёные и съёмочная группа вернулись в шлюпку и стали наблюдать за реакцией островитян. Последние растерзали и свинью, и куклу, закопав их останки в песок. Красные вёдра были приняты с очевидным восхищением, в то время как зелёные были отвергнуты. Экспедиция «National Geographic» была прервана после того, как 2 индийских гида были убиты аборигенами.
Поездки Т. Пандита на остров в сотрудничестве с «National Geographic» повторялись и в 1980-е годы. Для более близкого изучения аборигенов исследователи периодически подбрасывали на пустынную часть пляжа различные предметы, в основном кокосы, причём сами учёные наблюдали за происходящим с безопасного расстояния. Аборигены подходили к предметам с опаской, группами. Контакт приходилось прерывать всякий раз, как только сентинельцы начинали демонстрировать своё оружие, целясь в исследователей.
Пандиту и его коллегам понадобилось свыше 20 лет, прежде чем 4 января 1991 года состоялась встреча, которую можно было назвать «дружеским контактом». На этот раз навстречу учёным вышли, наконец, безоружные аборигены, и лишь один из юношей направил свой лук на гостей, но подбежавшая к нему женщина (возможно, его мать) выбила стрелу из его рук, после чего тот закопал свой лук в песок, и остальные островитяне беспрепятственно получили свои кокосы.
Но в 1990-х годах, после того как Пандит ушёл на пенсию, подобные контакты были прекращены, и более поздние исследования проводились уже с дальних дистанций или с воздуха.

## Современное состояние
Остров Северный Сентинел номинально является частью управляемой Индией союзной территории Андаманских и Никобарских островов. Фактически же сентинельцы существуют полностью автономно, индийское правительство проводит политику невмешательства в дела аборигенов, ограничиваясь лишь случайными наблюдениями, и защищает аборигенов от вмешательства извне (правительство Индии защищает от влияния остального мира не только сентинельцев, подобная политика проводится в отношении многих автономно живущих народов, так называемых защищённых племён, для посещения которых нужно получить специальное разрешение). В 1957 году правительство Индии объявило остров территорией племени и запретило не только высаживаться на остров, но и приближаться к нему менее чем на 5,6 км, а также фотографировать. Индийские пограничные катера периодически патрулируют прибрежные воды острова для предотвращения проникновения посторонних.
В 2006 году сентинельские стрелки убили двух рыбаков, которые осуществляли незаконный лов в границах острова, и прогнали градом стрел вертолёт, который был послан, чтобы забрать тела. Тела рыбаков так и не были забраны, однако нисходящий поток воздуха от винта посланного вертолёта обнажил тела, которые были похоронены сентинельцами в неглубоких могилах.
17 ноября 2018 года 26-летний американский миссионер Джон Аллен Чау попытался установить контакт с сентинельцами с целью обратить их в христианство. Для контакта с ними Чау воспользовался помощью индийских рыбаков. Известно, что он посетил остров не менее двух раз и в итоге был застрелен из лука.

## Упоминания в искусстве
Артур Конан Дойл описал представителя сентинельцев (андаманцев) в романе «Знак четырёх» по имени Тонга, в образе которого Дойл собрал европейские стереотипы о «дикарях». В 1983 году по этому роману в СССР был снят фильм «Сокровища Агры», а в Великобритании — «Знак четырёх».